# Naja annulata
Espèce
Synonymes
- Boulengerina annulata (Buchholz & Peters, 1876)
- Boulengerina stormsi Dollo, 1886

Naja annulata, le Cobra d'eau, est une espèce de serpents de la famille des Elapidae. 

## Répartition
Cette espèce se rencontre au Cameroun, en Guinée équatoriale, au Gabon, au Congo-Brazzaville, en Centrafrique, au Congo-Kinshasa, au Rwanda, au Burundi, en Tanzanie et en Zambie.  

## Habitat
Le cobra d'eau vit dans les forêts inondées, les lagunes et les lacs notamment le lac Tanganyika.

## Description
Ce serpent nageur peut voir les poissons dans l'eau grâce à sa bonne vision. 
Il mord ses proies puis les laisse se débattre dans ses mâchoires durant un instant avant de les avaler. Très à l'aise dans l'eau, il se déplace avec difficulté sur la terre ferme. Il surveille sans cesse les alentours malgré son bon camouflage. Repéré, ce serpent, comme les autres cobras, déploie son capuchon mais peut aussi s'enfuir à toute vitesse.

## Liste des sous-espèces
Selon The Reptile Database (18 février 2014) :
- Naja annulata annulata (Buchholz & Peters, 1876)
- Naja annulata stormsi (Dollo, 1886)

La première se rencontre parfois sous le nom français de cobra d'eau ou également naja annelé, et la seconde sous le nom de cobra d'eau douce.

## Publications originales
- Peters, 1876 : Eine zweite Mittheilung über die von Hrn. Professor Dr. R. Buchholz in Westafrica gesammelten Amphibien. Monatsberichte der Königlichen Preussischen Akademie der Wissenschaften zu Berlin, vol. 1876, p. 117-123 (texte intégral).
- Dollo, 1886 : Note sur les reptiles et batraciens recueillis par M. le Capitaine Em. Storms dans la region du Lac Tanganyika. Bulletin du Musée royal d'histoire naturelle de Belgique, vol. 4, p. 151-160 (texte intégral).